# Dren (gmina miejska Obrenovac)
Dren (cyr. Дрен) – wieś w Serbii, w mieście Belgrad, w gminie miejskiej Obrenovac. W 2011 roku liczyła 1113 mieszkańców.